# 240 Central Park South
El 240 Central Park South  es un edificio histórico ubicado en Nueva York, Nueva York. El 240 Central Park South se encuentra inscrito  en el Registro Nacional de Lugares Históricos desde el 12 de mayo de 2009.

## Ubicación
El 240 Central Park South se encuentra dentro del condado de Nueva York en las coordenadas 40°46′04″N 73°58′52″O / 40.767664, -73.980983.